# ミョルチジョッ
ミョルチジョッ（朝鮮語: 멸치젓）は、朝鮮半島の塩辛。カタクチイワシを原料としたチョッカルの一種である。主にキムチ漬けの材料とするほか、そのまま副食物とする事もある。

## 概要
韓国ではカタクチイワシは済州島を経て北上し、全羅南道の麗水市では8 - 9月が漁期となる。この時期に採れたものを原料とし、海水で洗浄したイワシに対して質量比で約40%の塩を加え、よく混合して甕に入れる。夏季なら1ヶ月、冬季なら2ヶ月で副食物として食べられるようになるが、キムチ漬けに使う場合は3ヶ月以上熟成させる。
3ヶ月以上熟成させるとタンパク質の分解が進行して魚体は崩れかけており、この状態で液体部分と一緒に煮る。カタクチイワシは魚体が大きく骨もあるため。冷めたらろ過し、液体だけを取り出してキムチ漬けに用いる。この液体はミョルチジョックンムルまたはミョルチチャンと呼ばれ、特に慶尚道や全羅道など韓国南部でキムチ漬けに用いられる。1970年代からミョルチジョックンムルはプラスチック製のガロン容器などに入れて市販されるようになり、キムチ漬け以外にナムルの調味などに使うケースもある。